# Carl Lewis
Pour les articles homonymes, voir Lewis.
Frederick Carlton Lewis, dit Carl Lewis, né à Birmingham (Alabama) le 1er juillet 1961, est un athlète américain. Il a notamment remporté dix médailles olympiques dont neuf en or, ainsi que dix médailles aux championnats du monde d'athlétisme dont huit en or.
Sa carrière, plusieurs fois interrompue, a duré de 1979 à 1996, année durant laquelle il a conquis son dernier titre olympique, partageant avec Paavo Nurmi dans les années 1920, le rang de sportif le plus titré aux Jeux olympiques en athlétisme. Il a ensuite orienté sa carrière vers le métier d'acteur.
Lewis est un sprinter et un sauteur qui a marqué durablement sa discipline. Régulièrement inscrit en première place du classement mondial de 1980 au début des années 1990 sur les épreuves de 100 m, de 200 m et de saut en longueur, l'athlète a amélioré à plusieurs reprises les records du monde du 100 mètres, du relais 4 × 100 m et du 4 × 200 m. En 1982, 1983 et 1984, il est élu « athlète de l'année » par le magazine américain Track & Field News. Sa série de soixante-cinq victoires consécutives en dix ans de saut en longueur constitue l'une des performances les plus remarquables de l'histoire de l'athlétisme. En 1984 à Los Angeles, il devient 48 ans après Jesse Owens le deuxième athlète à remporter les médailles d'or olympiques du 100 m, du 200 m, du relais 4 × 100 m et du saut en longueur.
Ses prestations lui valent de nombreuses distinctions : il est ainsi élu « sportif du siècle » par le Comité international olympique (CIO) et « olympien du siècle » par le magazine sportif américain Sports Illustrated. De plus, Lewis joue un rôle significatif dans la professionnalisation de l'athlétisme, permettant aux athlètes de faire des carrières plus longues et plus lucratives. En 2024, il participe à la cérémonie d'ouverture des Jeux olympiques de Paris, entouré d'autres stars internationales du sport mises à l'honneur.

## Jeunesse
Né dans l'Alabama, Carl Lewis grandit à Willingboro dans la banlieue de Philadelphie (Pennsylvanie). Sa mère, Evelyn Lawler, est elle-même athlète et participe aux Jeux panaméricains de 1951 dans l'équipe de course de haies. Sa sœur Carol qui pratique le sprint et, à 10 ans, le saut en longueur, est reconnue avant que Carl ne devienne célèbre.
Ses parents déménagent à Philadelphie après que sa mère a vu à la télévision son mari, William McKinley Lewis Jr., aspergé au canon à eau par la police durant une manifestation du mouvement des droits civiques. Lewis affirmera plus tard que grandir dans la diversité raciale de Willingboro est « la même expérience qu'un livre ouvert ». Dès sa jeunesse, l'athlétisme joue un rôle important dans la vie de Lewis. Ses parents, tous deux enseignants, lancent le Willingboro Track Club pour filles, car l'école publique manque de programme d'athlétisme[pas clair] pour les filles. Lorsqu'ils ne trouvent pas de baby-sitter pour le jeune Carl, celui-ci et sa jeune sœur s'amusent au terrain d'athlétisme, dans le bac à sable du saut en longueur. L'association accepte rapidement les garçons et Carl y débute.
Lewis ne devient pas immédiatement un athlète prometteur, il est le plus faible de la famille alors que ses frères et sœur connaissent une meilleure progression. Alors que son potentiel paraît mince, ses parents l'encouragent à se fixer des buts et à les atteindre. Vers 9 ans, Carl Lewis rencontre l'idole de sa jeunesse Jesse Owens. Plus jeune, son père lui racontait avec un profond respect les exploits de l'ancien athlète. Lors de cette entrevue, l'ancien champion conseille à l'enfant de « prendre avant tout du plaisir ». Son père, Bill Lewis, meurt d'un cancer en 1987. Carl lui dédie ses médailles olympiques en 1988.

## La carrière d'athlète

### 1979: l'ascension d'un athlète

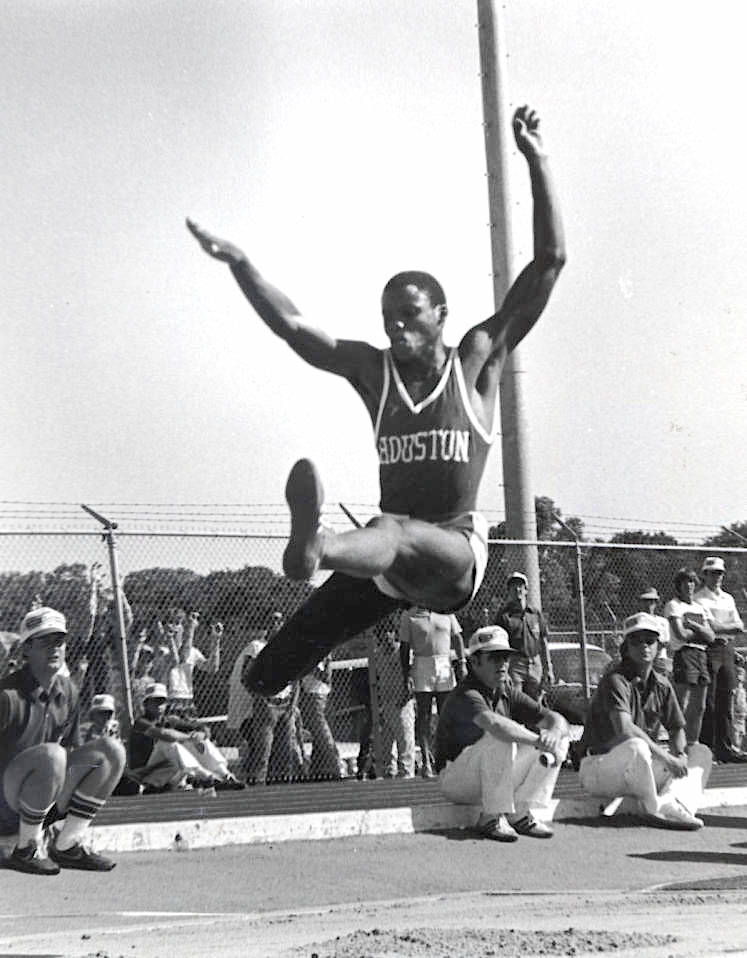
Carl Lewis durant sa carrière universitaire à Houston.

Lewis commence le saut en longueur dès l'âge de treize ans et se révèle prometteur alors qu'il suit le cursus de la Willingboro High School. En première année, il est l'un des meilleurs sauteurs du New Jersey et en dernière année, il est devenu un des meilleurs sauteurs au monde. Comme de nombreuses universités tentent alors de l'enrôler, il choisit l'université de Houston où exerce alors l'entraîneur Tom Tellez qui reste son entraîneur durant toute sa carrière. En 1979, quelques jours après avoir obtenu son diplôme, il bat le record de l'école de saut en longueur, avec 8,13 m.
Carl Lewis laisse entendre qu'il veut gagner sa vie grâce à ses qualités d'athlète alors que l'athlétisme est encore un sport amateur. Lorsqu'il rencontre Tellez pour la première fois à son arrivée à Houston, Lewis dit : « Je veux devenir millionnaire et ne veux jamais avoir un emploi ordinaire ». À la fin de sa première année universitaire, il intègre pour la première fois le classement mondial publié par Track & Field News, magazine américain autoproclamé « Bible du sport » en figurant au cinquième rang mondial en saut en longueur,.
Lewis se qualifie dans la sélection américaine pour les Jeux olympiques d'été de 1980 pour le saut en longueur et le relais 4 × 100 m. Bien qu'il se consacre essentiellement au saut en longueur, son talent de sprinter éclate. Mais les États-Unis boycottent les Jeux de Moscou et Carl Lewis ne peut s'illustrer. Il termine l'année sixième athlète mondial en saut en longueur, septième au 100 m.

### 1981-1982: la percée

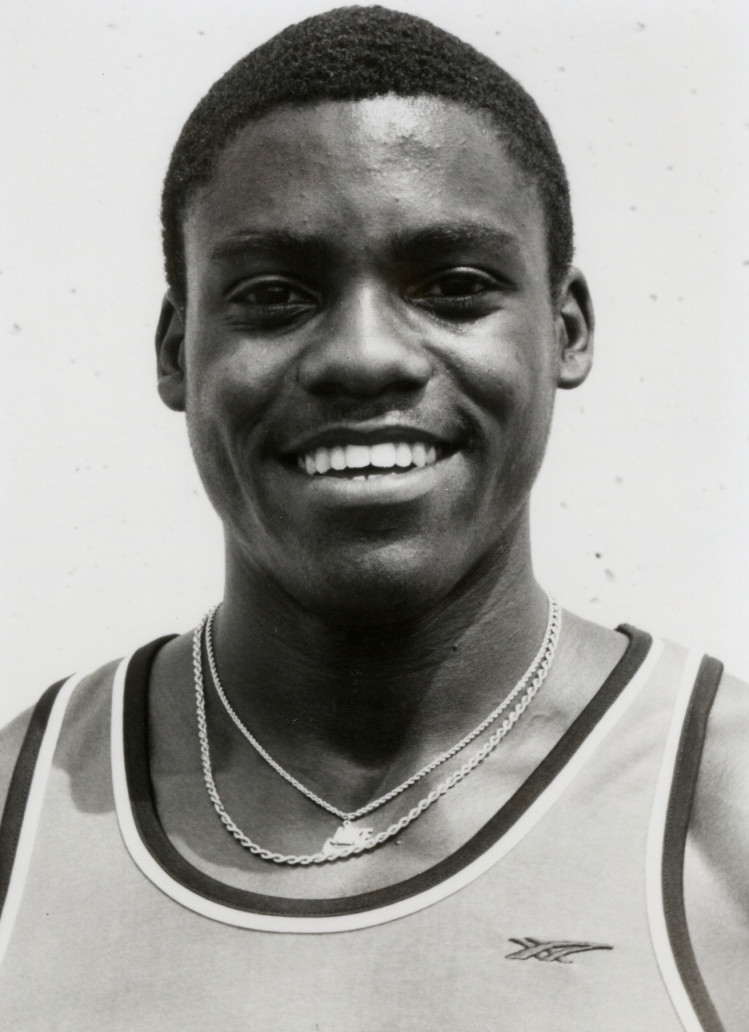
Carl Lewis.

En 1981, Lewis se révèle être un sauteur et un sprinter d'exception. À compter de cette année et jusqu'en 1992, il domine six fois le classement mondial du 100 m (la performance réalisée en 1987 par Ben Johnson est effacée) et n'apparaît jamais en dessous de la troisième place. Sa performance en saut en longueur est encore plus grande : durant la même période, il figure neuf fois en tête du classement mondial et deuxième les autres années. Il gagne le premier de ses six titres de la National Collegiate Athletic Association (NCAA) pour l'université de Houston avant de remporter ses deux premiers titres nationaux sur 100 m et en saut en longueur. Comme il est exceptionnel qu'un athlète participe aux deux disciplines et les domine, il est comparé à Jesse Owens qui a dominé ces disciplines durant les années 1930.
Au début de 1981, sa meilleure prestation en saut en longueur efface celle de sa période scolaire effectuée deux ans auparavant. Le 20 juin, alors encore âgé de moins de vingt ans, il améliore son record personnel avec un saut de 8,62 m pendant le championnat TAC. Plus encore, ce saut est alors le deuxième meilleur saut de tous les temps (derrière celui de Bob Beamon en 1968) et établit le record du monde au niveau de la mer.
Bien que les sauts en altitude entrent en ligne de compte pour les records du monde, certains puristes considèrent que l'air raréfié à cette altitude offre un avantage à l'athlète. Certains pensent même que les records réalisés en altitude devraient être annulés à l'image des sauts effectués avec un vent favorable de plus de deux mètres par seconde. L'avantage est plus évident en sprint et en saut car, pour les distances plus longues, l'avantage de l'air raréfié est annulé par un taux d'oxygène dans l'air plus faible. Lewis est résolu à réaliser ses records au niveau de la mer et à se passer de « l'air léger » qui poursuit les records « assistés ». En réaction à une question lui demandant pourquoi il ne participe pas à une compétition en altitude, il répond : « Je veux ce record et je compte l'obtenir, mais je ne veux pas voir ce « (H) » [caractérisant les records réalisés en altitude] figurer derrière. ». Lorsqu'il commence à être reconnu au début des années 1980, tous les records existant en saut et en sprint chez les hommes sont obtenus en altitude à Mexico (Jim Hines, Pietro Mennea, Bob Beamon).
En 1981, Lewis est l'homme le plus rapide du monde sur 100 m. Il améliore sa modeste meilleure performance de 1979 (10 s 67) un an plus tard en 10 s 21, performance de classe mondiale. Le 16 mai 1981, il court en 10 s 00 aux Championnats de la conférence Sud-Ouest (Southwest Conference Championships ) à Dallas, réalisant la troisième meilleure performance de tous les temps à l'époque et le meilleur temps au niveau de la mer. Lewis prend pour la première fois la tête du classement mondial à la fois sur 100 m et au saut en longueur. Il remporte également le James E. Sullivan Award, trophée récompensant le meilleur sportif amateur américain. Sa défaite contre Larry Myricks à la longueur aux championnats en salle TAC en février s'avère être la dernière précédant une invincibilité de plus de dix ans.
En 1982, pour la première fois, un athlète semble pouvoir sérieusement s'attaquer au record de Bob Beamon, dont le saut de 8,90 m aux Jeux olympiques de 1968 est perçu comme l'une des performances les plus inouïes de l'histoire de l'athlétisme,. Avant Lewis, seuls deux athlètes ont sauté au-delà de 8,53 m : Beamon et Lutz Dombrowski, champion olympique en 1980. En 1982, Lewis franchit cinq fois les 8,53 m en plein air et deux fois en salle, dont une fois à 8,76 m le 24 juillet à Indianapolis. Simultanément, il approche les dix secondes sur 100 m, meilleure performance mondiale de l'année égalant son record au niveau de la mer de 1981. Il réalise cette performance le même week-end que son concours de saut où il réussit deux fois une mesure à 8,61 m. Il établit un nouveau record au niveau de la mer à 8,76 m à Indianapolis.
Lewis consolide sa première place au classement mondial sur 100 m et en saut en longueur et atteint la sixième place au 200 m. Track and Field News le nomme athlète de l'année. Fin 1982, Lewis est une vedette qui n'a encore participé à aucune grande compétition internationale. Il va avoir cette occasion dès l'année suivante.

### 1983: le premier championnat du monde, le premier record mondial

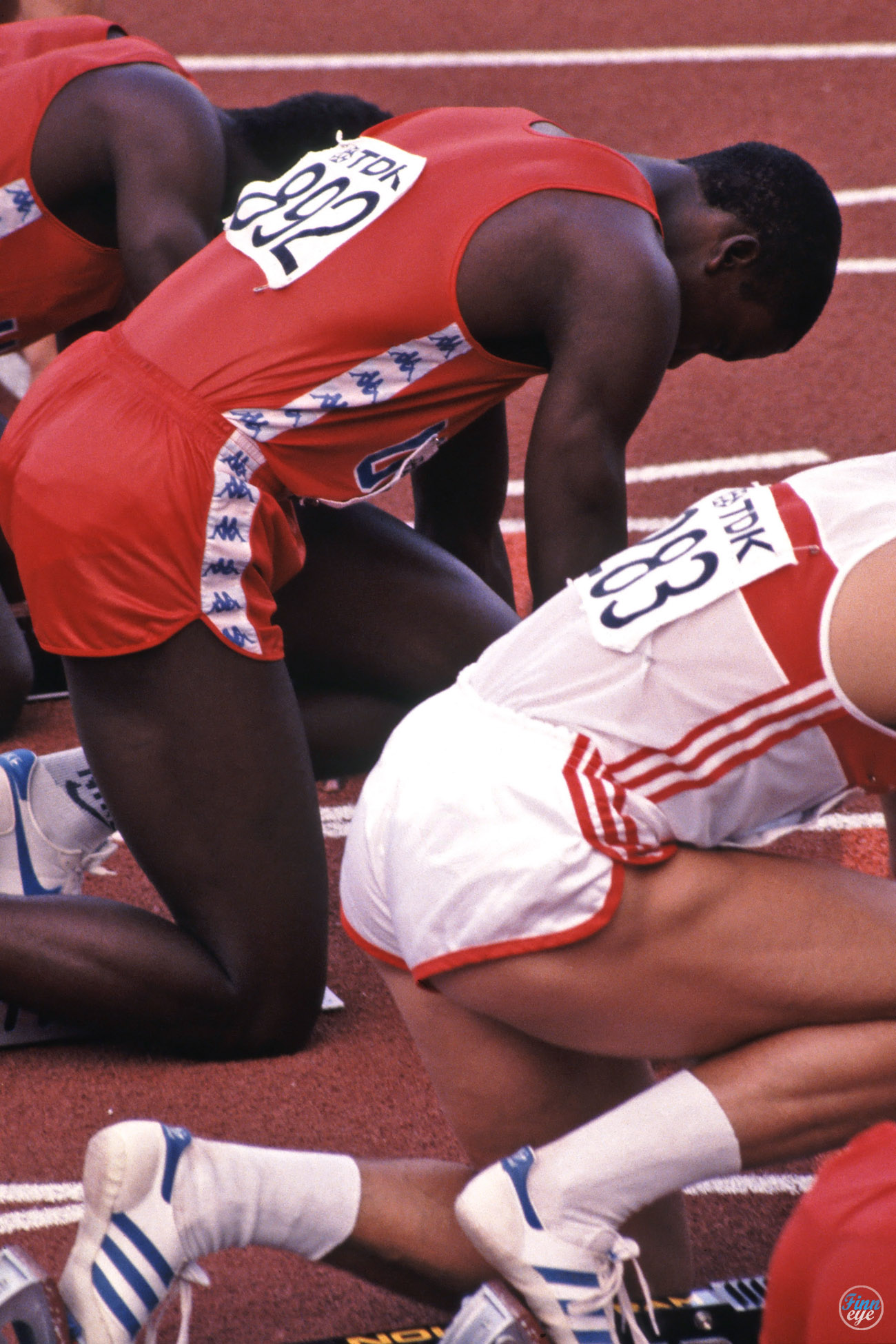
Carl Lewis au départ du 100 m des premiers championnats du monde en 1983.

En 1983, l'IAAF organise les premiers championnats du monde IAAF. Un nombre record de cent cinquante-quatre pays y participant (davantage qu'aux récents Jeux olympiques marqués par un boycott) font de ces championnats du monde l'un des plus grands événements sportifs de l'année. Ces championnats sont pour Carl Lewis la première occasion d'affronter l'immense pression d'une compétition internationale, similaire à celle qui se manifeste lors des Jeux olympiques.
Durant les championnats, un duel Larry Myricks-Carl Lewis est annoncé et attendu. Myricks a, comme Lewis, sauté au-delà de 8,53 m cette année-là mais il ne se qualifie pas lors des championnats nationaux pour intégrer l'équipe américaine. Lewis devient ainsi relativement facilement champion du monde à Helsinki avec un bond de 8,55 m, 26 cm plus loin que Jason Grimes, médaillé d'argent.
Sur 100 m, il n'en va pas autrement. Calvin Smith qui a établi un nouveau record du monde en altitude plus tôt dans l'année à 9 s 93 voit Lewis le battre en 10 s 07 tandis que lui court seulement en 10 s 21. Smith prend sa revanche sur le 200 mètres, une discipline sur laquelle Lewis ne se présente pas, bien qu'il ait réalisé un nouveau record des États-Unis sur cette distance deux mois plus tôt, avec un temps de 19 s 75 aux championnats TAC, le 19 juin. Cette performance est alors le deuxième meilleur chrono de tous les temps sur 200 mètres, et un nouveau record du monde au niveau de la mer, seulement trois centièmes de seconde derrière Pietro Mennea qui a réalisé le record du monde en 1979. En tant que finisseur de l'équipe américaine du relais 4 × 100 m, il remporte une troisième médaille d'or en 37 s 86 et établit avec ses coéquipiers un nouveau record du monde, le premier de sa carrière.
Carl Lewis a un objectif durant ces championnats : gagner des médailles d'or. La course aux records du monde est secondaire : « Tu gardes une médaille, mais tu empruntes un record » est un adage de l'athlétisme. Il y a aussi des raisons pratiques de viser les médailles plutôt que les records : dans le climat de compétition qui caractérise les championnats du monde et les Jeux olympiques et avec l'attention plus importante des spectateurs et des médias, il n'est pas recommandé pour un athlète de s'engager pleinement et de risquer ainsi un faux-pas ou une blessure dans la mesure où il n'est pas nécessaire de gagner ces courses pour se qualifier. En outre, un record du monde est réalisé dans des conditions idéales qui ne surviennent pas en toute occasion. Cela explique en partie pourquoi les meilleures performances de l'année de Carl Lewis sur 100 m et en saut en longueur n'ont pas été réalisées pendant les championnats du monde mais lors d'autres compétitions.
Il devient le premier athlète à courir le 100 mètres en moins de dix secondes au niveau de la mer lorsqu'il réussit un chronomètre de 9 s 97 le 14 mai à Modesto,. Sa médaille d'or aux championnats du monde et ses temps rapides lui assurent la première place du classement mondial annuel sur 100 mètres malgré le record du monde de Calvin Smith. Le 19 juin pendant les championnats TAC, il établit un nouveau record du monde au niveau de la mer du saut en longueur avec un bond de 8,79 m et obtient la première place du classement dans cette discipline. Il n'est que deuxième du classement sur 200 m malgré son nouveau record du monde au niveau de la mer en 19 s 75. Smith a en effet conquis le titre de champion du monde de la discipline et les titres ont plus de valeur que les temps réalisés dans les critères du classement Track and Field News. Lewis va cependant recevoir l'honneur suprême : il est une nouvelle fois élu « athlète de l'année » par le magazine.
Lewis a démontré son potentiel lors des championnats du monde à Helsinki. Désormais, un événement plus important se présente à l'horizon, les Jeux olympiques, et un objectif plus élevé : égaler les quatre médailles d'or obtenues par Owens aux Jeux de 1936.

### 1984: Un but: égaler Jesse Owens

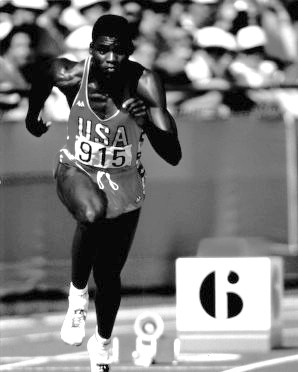
Carl Lewis lors des Jeux olympiques de 1984.

Au début de 1984, Lewis est l'une des plus grandes personnalités sportives mondiales mais il est moins célèbre dans son pays du fait d'une moindre estime de l'athlétisme aux États-Unis. Bien que les États-Unis produisent chaque année l'une des plus fortes équipes d'athlétisme au monde, les stars de l'athlétisme ne parviennent pas à y jouir d'une bonne couverture médiatique avant et pendant les Jeux olympiques. En 1984, non seulement Lewis est connu et reconnu dans le sport mais les Jeux d'été ont lieu pour la première fois depuis un demi-siècle aux États-Unis. Les Jeux de Los Angeles lui apportent la reconnaissance de son pays.
Carl Lewis souhaite devenir riche, célèbre et que les médias s'intéressent à lui. Lui et son manager Joe Douglas, fondateur et manager du Santa Monica Track Club dont Lewis est membre, parlent ouvertement de son souhait d'égaler le record d'Owens de quatre médailles d'or en un événement olympique et de faire de l'argent avec les nombreuses offres qui découleront certainement de cette performance. Il semble que son premier objectif soit plus facile à atteindre que le second, du moins aux États-Unis.
Lewis commence la quête du Graal avec une victoire convaincante sur 100 mètres. Il réalise un temps de 9 s 99 qui laisse son compatriote Sam Graddy second, vingt centièmes derrière lui. Il met aussi un terme à seize ans de disette américaine sur 100 m olympique. Deux jours plus tard, Lewis remporte la deuxième discipline, le saut en longueur, avec un seul essai à 8,54 m (il mord au deuxième essai puis arrête le concours, geste peu apprécié par le stade). Il obtient sa troisième médaille d'or sur 200 mètres avec un nouveau record olympique de 19 s 80, mais sans chercher à battre le record mondial, vu qu'il se redresse avant la ligne, puis glane un quatrième titre olympique en tant que dernier relayeur du 4 × 100 mètres. Il égale le record du monde de 37 s 83 qu'il avait réalisé à Helsinki avec son équipe.
Lewis réalise le but qu'il s'est fixé en égalant la performance de Jesse Owens (quatre médailles d'or) avec une relative facilité. Bien que certaines disciplines soient dévaluées par l'absence des athlètes soviétiques qui boycottent les Jeux, il n'est pas vraisemblable que l'un d'entre eux eût pu menacer Lewis dans ses disciplines. Lewis a cependant aussi espéré pouvoir conclure quelques contrats lucratifs mais il y parvient à peine aux États-Unis. Sans aucune raison et sans qu'un incident n'en puisse être la cause, il s'agit pour Lewis d'un sinistre signe avant-coureur qu'il ne sera pas accueilli à bras ouverts par le public américain.
Lewis termine l'année numéro un du classement mondial du 100 mètres, du 200 mètres et du saut en longueur. Pour la troisième fois, il reçoit le titre d'« athlète de l'année » du magazine Track and Field News.
Parallèlement, Carl Lewis est drafté par les Bulls de Chicago,, au dixième tour (la même année que celle où Michael Jordan est drafté en troisième place du premier tour). Il n'intégrera cependant jamais la fameuse NBA. Il succède au sauteur en longueur Bob Beamon (en 1969) et au décathlonien Bruce Jenner (en 1977), qui avant lui, furent sélectionnés à la suite d'un titre olympique en athlétisme.

### 1985 – 1986: Ben Johnson se révèle comme un concurrent
Après les Jeux olympiques de Los Angeles, Lewis maintient sa position dominatrice dans le monde de l'athlétisme, en particulier au saut en longueur. Il ne va plus perdre de compétition de saut durant les sept années suivantes. Sur 100 mètres, la suprématie de Lewis est contestée par quelques concurrents. Son record du monde du 100 mètres au niveau de la mer est battu par son compatriote Mel Lattany qui court en 9 s 96 juste avant les Jeux de 1984. Son principal adversaire est cependant Ben Johnson qui a obtenu le bronze derrière Lewis aux Jeux olympiques de 1984. Johnson s'impose sur Lewis une fois en 1985. Lewis est également battu par d'autres athlètes mais il conclut en vainqueur la plupart de ses courses. Il conserve sa première place au classement mondial du 100 mètres, Johnson devenant second.
En 1986, Johnson devance Lewis de manière convaincante aux Goodwill Games à Moscou et établit par la même occasion un nouveau record du monde au niveau de la mer en 9 s 95. À la fin de l'année, Johnson a conquis la place de numéro un et repoussé Lewis, qui perd cette année-là plus de courses qu'il n'en gagne, à la troisième place. Il semble même vulnérable au saut en longueur, une discipline à laquelle il prend part modérément et dont il perd la couronne. Il conclut l'année au deuxième rang, derrière Robert Emmiyan qui a réalisé la meilleure performance mondiale de l'année avec un bond de 8,61 m.

### 1987: les championnats du monde à Rome
Les championnats du monde d'athlétisme de 1987 organisés à Rome offrent à Lewis une occasion de retrouver la motivation qu'il semble avoir perdue les deux années précédentes.
Ces deuxièmes championnats du monde vont montrer que les bruits sur le déclin de Lewis sont largement exagérés mais vont aussi prouver que Lewis, même au sommet de sa forme, peut être battu. Pour viser sa meilleure spécialité, le saut en longueur, il délaisse le 200 mètres et utilise tous les essais. Il s'agit d'une réaction à la controverse de 1984 ; c'est la conséquence de la participation de Robert Emmiyan, deuxième homme au monde à avoir sauté au-delà de 29 pieds. Emmiyan est parvenu à une distance de 8,86 m, à seulement quatre centimètres du record du monde de Bob Beamon. Emmiyan ne va cependant pas plus loin que 8,56 m ce jour-là alors que Lewis saute quatre fois à 8,60 m et s'adjuge la médaille d'or avec un bond à 8,67 m. Finisseur du relais 4 × 100 m, il réalise avec l'équipe américaine la troisième meilleure performance de l'histoire en 37 s 90.
L'épreuve qui focalise le plus d'attention et qui provoque le plus d'agitation est le 100 mètres. Ben Johnson a à l'époque couru trois fois sous les dix secondes tandis que Lewis n'y est pas parvenu. Carl Lewis semble néanmoins fort durant les tours de qualification du 100 m et court en 10 s 03 avec vent de face, vers un nouveau record des championnats. En finale, Johnson prend cependant l'initiative et passe la ligne en un temps qui étonne amis et adversaires : 9 s 83, nouveau record du monde. Lewis est second malgré ses 9 s 93, égalant l'ancien record du monde.
Tandis que Johnson est au faîte de la gloire que sa victoire lui apporte, Lewis cherche des excuses pour expliquer sa défaite. Il prétend d'abord que Johnson a fait un faux départ puis dit avoir été affaibli par une grippe intestinale et enfin, sans citer de nom, signale : « Beaucoup de noms émergent de nulle part. Je ne pense pas qu'ils fassent cela sans produit dopant. » Il ajoute : « Je pourrais courir en 9 s 80 ou plus rapidement si j'avais des produits dopants à ma disposition. ». Cela annonce le début d'une période durant laquelle Lewis demande à plusieurs reprises que les moyens de favoriser la performance soient bannis du monde de l'athlétisme. Les cyniques remarquent que ce problème est présent dans le sport depuis des années et que cela ne devient un enjeu pour Lewis qu'à compter de sa défaite. En réaction aux accusations, Johnson déclare : « Quand Carl Lewis gagnait tout, je n'ai pas dit de mal de lui. Et lorsqu'un autre homme arrivera et me battra, je ne me plaindrai pas non plus. »

### 1988: les Jeux de Séoul
En 1987, Lewis ne perd pas seulement sa domination sur l'athlétisme, il perd également son père qu'il enterre avec la médaille d'or remportée aux Jeux de 1984 sur 100 m. « Ne t'inquiète pas, dit-il à sa mère, j'en gagnerai encore. ». Lewis rappellera régulièrement que son père a été une source de motivation durant sa saison. « Il est arrivé beaucoup de choses dans ma vie durant l'année écoulée, notamment la mort de mon père. Cela m'a motivé pour tirer le meilleur de moi-même cette saison », déclare-t-il après avoir battu Johnson le 17 août à Zurich.
La victoire sur Johnson juste avant les Jeux olympiques n'est que l'épisode d'une bataille de plusieurs années, une lutte pleine de rancune entre les deux athlètes. Le camp de Johnson l'a défendu contre les accusations de Lewis mais faisait également pression pour le pousser à se dépasser après qu'il eut contracté une blessure au tendon du genou durant la saison en salle. Lorsque Lewis bat Johnson lors de leur première rencontre depuis sa défaite des championnats du monde de Rome, leur duel est à son apogée. Lewis sprinte en 9 s 93, même temps qu'à Rome, et Johnson en 10 s 00, montrant qu'il a bien récupéré de sa blessure, mais la question de savoir s'il serait prêt pour la finale olympique un mois plus tard restait ouverte.
La finale du 100 m des Jeux olympiques de 1988 est l'un des événements sportifs les plus importants de l'année ; les rebondissements et péripéties qui l'émaillent en font pour beaucoup l'un des événements sportifs du siècle. En quart de finale des qualifications, Johnson fut presque éliminé car il prit un départ trop rapide, se relâcha et fut dépassé par deux autres coureurs. Il faisait cependant partie des athlètes les plus rapides et fut de ce fait qualifié en demi-finales. Le lendemain, Lewis et Johnson coururent les demi-finales respectivement en 9 s 93 et 10 s 03 avec vent de face. En finale, Johnson prit le départ le plus rapide et prit vite la tête. Lewis, qui n'était pas réputé pour son départ rapide, était en troisième position aux 30 mètres et dépassa le Canadien Desai Williams après 60 mètres. Dans le final, Lewis ne parvint pas à rattraper Johnson qui se trouvait deux mètres devant et gagna avec un nouveau record du monde de 9 s 79. Lewis, second, signait un nouveau record des États-Unis en 9 s 92. Johnson rappela le vieux proverbe de l'athlétisme selon lequel les médailles prévalent sur les records : « Ils peuvent battre mon record mais ils ne pourront jamais me prendre ma médaille d'or ». Il en alla cependant autrement : trois jours plus tard, Johnson fut contrôlé positif aux stéroïdes, sa médaille d'or lui fut retirée et Lewis fut déclaré vainqueur. En outre, le temps de Lewis devint le nouveau record olympique.
Bien qu'il ne pût rééditer sa performance de 1984 en ce qui concerne le nombre de médailles d'or, il franchit un cap dans sa carrière en gagnant le 100 m : ses 9 s 92 allaient être son premier record du monde en plein air. « Allaient » car, malgré la disqualification de Johnson, son record de monde établi lors des championnats du monde de 1987 resta en place. Après que Johnson eut avoué lors d'une audition sous serment en 1989 utiliser les stéroïdes depuis longtemps, celui-ci perdit son record du monde et Lewis se le vit attribuer pour son temps de 1988. Lewis se vit aussi reconnaître rétroactivement une égalisation du record du monde à 9 s 93 lors de championnats de 1987, un temps qu'il avait également réalisé lorsqu'il avait battu Johnson à Zurich. Au 1er janvier 1990, Lewis était pour la première fois détenteur du record du monde. Il ne le resta cependant pas longtemps puisque, son compatriote Leroy Burrell bat le record du monde du 100 m en 9 s 90 le 14 juin 1991 lors des sélections américaines pour les championnats du monde d'athlétisme 1991. Lewis avait donc perdu sa première place du classement mondial sur 100 m et, tandis qu'il demeurait invaincu en saut en longueur, il semblait que le monde du sprint l'avait dépassé. Lewis répondit lors des championnats du monde suivants en réalisant ses meilleures performances sur 100 m et au saut en longueur.

### 1991: les championnats du monde, les meilleures performances de Lewis

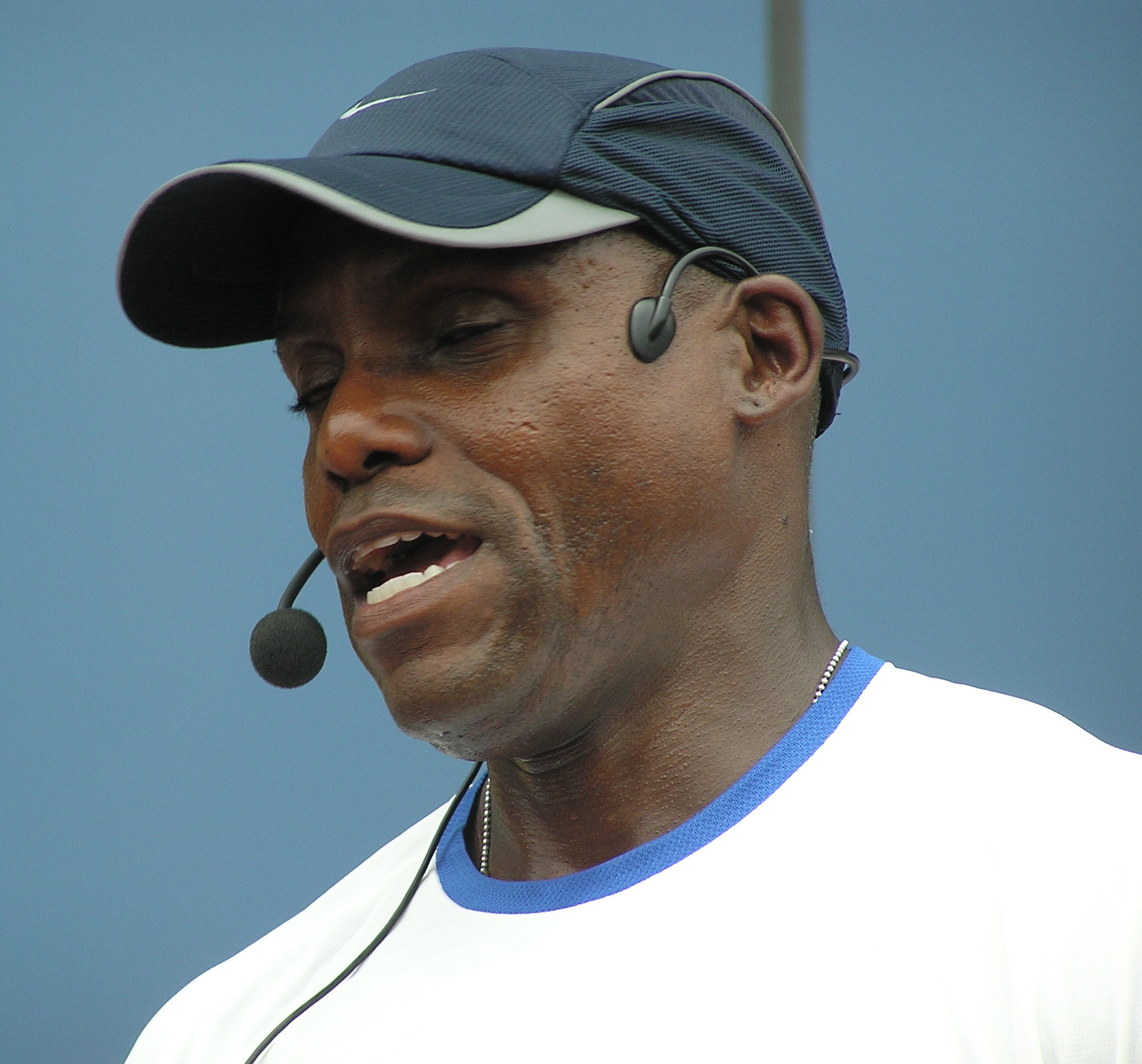
Carl Lewis en 2006.

Les championnats du monde d'athlétisme 1991 se déroulaient à Tokyo. Sur 100 m, Carl Lewis affrontait les deux précédents numéro un mondiaux : son compatriote Leroy Burrell et le Jamaïcain Raymond Stewart. Dans ce qui allait être le 100 m le plus rapide de l'histoire avec six hommes sous les 10 secondes, Lewis a battu non seulement l'opposition mais également le record du monde en 9 s 86. Bien qu'il ait été détenteur de ce record auparavant, c'était la première fois qu'il passait la ligne d'arrivée avec l'attribut « WR » derrière son nom et la première fois qu'il pouvait apprécier cette performance au moment où il la réalisait. Les larmes aux yeux, il déclara : « La plus belle course de ma vie. La meilleure techniquement et la plus rapide. Et je l'ai faite à trente ans. » Il dispute également le relais 4 × 100 m en tant que finisseur de l'équipe américaine dans un temps de 37 s 50, nouveau record du monde, son troisième de l'année dans cette discipline.
La finale du saut en longueur est considérée comme l'un des meilleurs concours de l'histoire de la discipline,. En finale, Lewis doit se mesurer à son rival des deux années précédentes, Mike Powell, médaillé d'argent aux Jeux de Séoul et numéro un de la discipline en 1990. À cet instant, Lewis n'a plus perdu depuis dix ans, avec soixante-cinq victoires consécutives. Une victoire de Powell sur Lewis apparaît impensable bien qu'à plusieurs reprises il ait approché le record du monde (même si c'était lors de sauts mordus). Powell a, comme Larry Myricks et d'autres, sauté à des distances auxquelles Lewis lui-même a rarement sauté, pour pousser ce dernier à sauter encore plus loin lors de l'essai suivant ou du dernier,. Lewis entame la compétition de manière exceptionnelle avec un saut à 8,68 m, record des championnats du monde et une distance qui, outre Lewis, n'a été réalisée que par trois athlètes jusqu'alors. Powell, qui saute le premier, commet une faute au premier essai mais est deuxième après le second tour avec un bond de 8,58 m. Myricks participe aussi au concours, mais ne peut menacer les duettistes.
Lewis saute, aidé par le vent, à 8,83 m, une distance avec laquelle il aurait remporté tous les concours de saut en longueur de l'histoire à deux exceptions près, mais qui n'est finalement pas le saut victorieux ni le meilleur saut de Lewis ce jour-là. Powell commet à nouveau une faute, son saut non mesuré est estimé à 8,80 m. Lewis répond de nouveau avec un saut encore plus loin, mais l'anémomètre indique que le vent est trop favorable pour constituer un record homologué, le saut étant toutefois validé pour le concours à 8,91 m. Lewis a sauté un centimètre au-delà du record de Beamon pourtant considéré comme imbattable.
Au cinquième tour, c'est au tour de Powell de répondre. Il effectue cette fois un saut valide avec un vent dans le dos de 0,3 m/s, ce qui reste dans la limite autorisée pour l'homologation d'un record. Le public explose en découvrant la distance, 8,95 m, un nouveau record du monde, cinq centimètres de mieux que le record de Beamon vieux de vingt-trois ans.
Il reste deux essais à Lewis qui n'est plus à la poursuite de Beamon mais de Powell. Il saute à 8,87 m avec un vent de face, un nouveau record personnel en conditions autorisées. Son dernier saut est mesuré à 8,84 m. Malgré l'énorme pression pour battre un record du monde, Lewis est parvenu à effectuer les troisième et cinquième meilleurs sauts de l'histoire, les deuxième et troisième au niveau de la mer. Lewis a réalisé la meilleure série de sauts de l'histoire et dépassé, aidé par un vent trop favorable, la marque du record du monde de Beamon. Il a néanmoins perdu le concours. La lutte est si intense que vingt-cinq ans plus tard le record de Powell est toujours en place, les sauts validés de Lewis sont toujours les troisième et cinquième meilleures performances de tous les temps et les trois sont les meilleures performances au niveau de la mer.
La réaction de Lewis après l'une des meilleures compétitions sportives explique en partie pourquoi il n'est pas vraiment apprécié par beaucoup pour ses performances remarquables. « Il l'a juste fait » dit Lewis sur le saut de Powell. « C'était si serré entre nous et c'était le meilleur saut de sa carrière et peut-être qu'il ne sautera plus jamais aussi loin ». De fait, ce fut le cas pour Powell, mais également pour Lewis.
À propos de ses performances aux championnats du monde de 1991, Lewis dit : « Cela a été le meilleur tournoi de ma vie ». Track and Field News va plus loin en affirmant sur ces championnats qu'« il est difficile de réfuter que Lewis est le meilleur athlète ayant foulé une piste d'athlétisme ».

### 1992-1996: les Jeux et au-delà
À l'apogée de sa carrière en 1991, Lewis commence à perdre sa position dominante aussi bien sur 100 m qu'en saut en longueur. Bien qu'il établisse un nouveau record du monde du peu disputé 4 × 200 m avec le Santa Monica Track Club en 1992, il ne parvient pas à se qualifier dans l'équipe olympique américaine sélectionnée pour Barcelone sur 100 m ou 200 m. Handicapé par une infection respiratoire, il ne prend que la 6e place des qualifications du 100 m. Et sur le 200 m, Lewis finit seulement quatrième des qualifications olympiques derrière la star montante Michael Johnson qui bat alors son record personnel en 19 s 79. C'est la première fois qu'ils s'affrontent sur une piste. Lewis se qualifie néanmoins à la longueur, deuxième derrière Powell et gagne sa place au sein du groupe américain pour le relais 4 × 100 m.
Aux Jeux olympiques de Barcelone, Carl Lewis saisit sa chance. Il saute à 8,67 m au premier tour du concours de saut en longueur, un bond grâce auquel il devance Powell qui ne réalise que trois centimètres de moins.
Sur le relais 4 × 100 m, Lewis court à nouveau comme finisseur vers un nouveau record du monde en 37 s 40. Lewis ajoute ainsi encore deux médailles d'or à son impressionnant palmarès olympique, le portant à huit médailles d'or.
Lewis prend part aux championnats du monde d'athlétisme 1993 organisés à Stuttgart où il termine quatrième sur 100 m et ne participe pas au saut en longueur. Il s'empare de sa première médaille sur 200 m durant un championnat du monde. En 19 s 99, il obtient en effet le bronze qui allait être sa dernière médaille mondiale ou olympique en sprint. Des blessures laissant Lewis sur le flanc les années suivantes, il n'effectue son retour que durant la saison 1996.

### 1996: les Jeux d'Atlanta

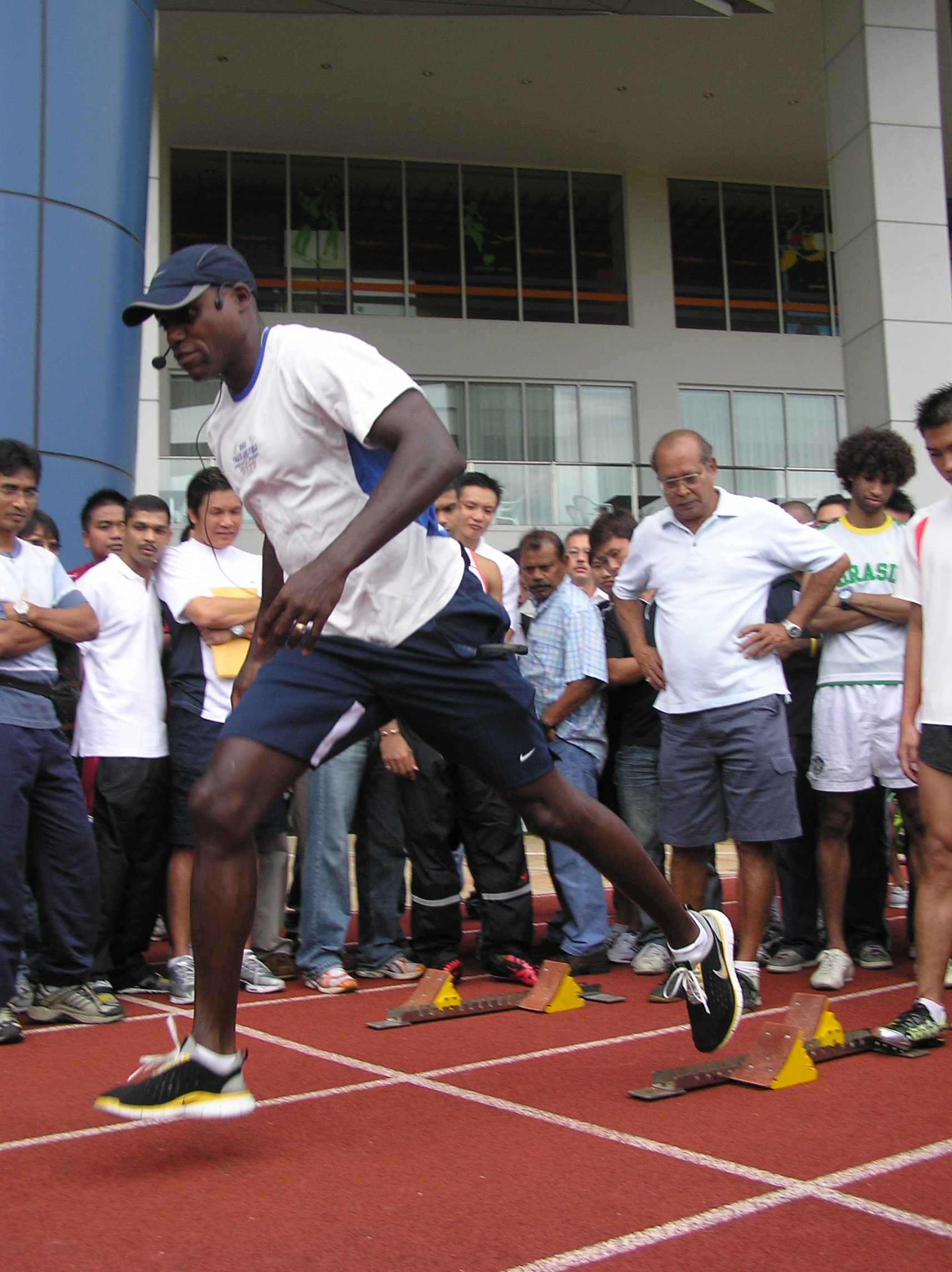
Carl Lewis dans un club d'athlétisme de Singapour en 2006.

Pour la cinquième fois, Lewis se qualifie dans l'équipe olympique américaine pour le saut en longueur, une performance unique. Bien qu'il ne soit que huitième des qualifications américaines sur 100 m, il est membre de l'équipe olympique américaine en lice pour une place dans l'équipe du relais. Aux Jeux d'Atlanta, des blessures empêchent le détenteur du record du monde Mike Powell et le meilleur sauteur du moment, le Cubain Iván Pedroso, d'obtenir de bons résultats. Lewis, au contraire, est en bonne forme. Sans être au niveau de ses meilleures performances passées, son troisième bond mesuré à 8,50 m lui donne la médaille d'or avec une avance de 21 cm sur le Jamaïcain James Beckford. Lewis devient ainsi l'un des trois athlètes à remporter quatre fois le titre olympique dans une même discipline. Avec cette neuvième médaille d'or, il égale le coureur de fond Paavo Nurmi, athlète le plus souvent médaillé d'or si l'on excepte Ray Ewry, titré dix fois en comprenant les Jeux olympiques intercalés de 1906.
Après sa victoire inattendue en saut en longueur, Lewis peut battre le record de Nurmi avec une victoire en relais 4 × 100 m. Tous les membres de l'équipe américaine sur cette distance peuvent être sélectionnés, même s'ils n'ont encore jamais participé à cette épreuve. Lewis déclare : « S'ils me l'avaient demandé, je l'aurais couru dans la seconde. Mais ils ne m'ont pas demandé de courir. » Durant le talk show américain Larry King Live, il suggère aux téléspectateurs de téléphoner au Comité olympique américain pour donner leur avis sur la situation. Le fait que Lewis n'ait pas participé au camp d'entraînement du relais, passage obligatoire, et qu'il exige d'être engagé en tant que finisseur pose problème. La décision finale est de ne pas intégrer Lewis à l'équipe qui finit deuxième derrière le Canada. C'est la première fois que l'équipe américaine du 4 × 100 m est battue en finale olympique, après une course sans faute. L'équipe canadienne réalise le meilleur temps jamais réalisé en Amérique, mettant en doute l'influence qu'aurait pu avoir Lewis sur le résultat de l'équipe américaine. « Le Canada a été sous-estimé aux États-Unis, malgré la médaille d'argent de Bruny Surin et le nouveau détenteur du record du monde Donovan Bailey », d'après Track and Field News. Mais l'équipe américaine est incontestablement perturbée par la controverse et la question posée sur l'éventuelle influence de la présence de Lewis reste posée.
Carl Lewis se retire de l'athlétisme en 1997. En 1999, il est élu « Sportif du siècle » par le Comité international olympique et « Athlète du siècle » par l'IAAF. Le magazine américain Sports Illustrated le désigne « Olympien du siècle ».

## Personnalité
Malgré ses performances impressionnantes sur la piste, le sportif n'est guère idolâtré par le public américain : perçu comme réservé et égoïste, sa prétention et son manque d'humilité l'ont également rendu impopulaire parmi les autres athlètes.
Carl Lewis dit avoir adopté un régime végétalien en 1990 et a, à plusieurs reprises, affirmé que celui-ci était son principal atout dans sa carrière d'athlète. Il contribue régulièrement à des livres et œuvre sur le sujet du végétarisme.
Le 16 octobre 2009, il a été nommé Ambassadeur de bonne volonté de la FAO.

## Dopage
En avril 2003, Wade Exum, ancien chef du programme de détection du comité olympique américain (USOC), a remis à deux journaux américains — Sports Illustrated et The Orange County Register — un dossier et des preuves attestant que Carl Lewis a été contrôlé positif à trois reprises à la pseudoéphédrine, à l’éphédrine et à la phénylpropanolamine en 1988, lors des sélections américaines pour les Jeux olympiques.
Quant à l’argument de l’usage par inadvertance, le président de l’Agence mondiale antidopage « ne peut l’admettre : Carl Lewis n’aurait jamais dû l’évoquer ». Plus largement, Dick Pound (qui fut l’avocat de Ben Johnson en 1988) accuse : « Nous sommes donc bien en présence de double standard en matière de lutte antidopage à cette époque : des règles pour les Américains et d’autres règles pour le reste de la planète »[réf. nécessaire]. Carl Lewis aurait donc dû vraisemblablement être déclassé (comme Ben Johnson) de son titre du 100 mètres en 1988.
Malgré les soupçons pesant sur lui, Carl Lewis suscite la polémique le 9 août 2012 en insinuant sur la chaîne de télévision américaine NBC, dont il est commentateur, qu'Usain Bolt se dope.

## Vie personnelle
Carl Lewis est végétalien. Il a un fils, Bakim Lewis.
En 1987, il sort un album de musique Modern Man qui est un échec. Il en sortira cependant un titre, Break it up, qui sera un succès moyen, porté par un clip vidéo tourné en Belgique et dans lequel apparaît la présentatrice de la Radio Télévision Belge Francophone (RTBF), Paule Herreman, en naïade atypique au bord de la piscine d'un hôtel de luxe, et tourné lors de sa participation au Mémorial Ivo Van Damme, une grande compétition d'athlétisme, à Bruxelles, en Belgique, juste après les Jeux olympiques de Los Angeles, en 1984. À l'époque, dès l'automne de cette année-là, et durant l'année suivante, le clip sera souvent diffusé sur les chaînes de télévision, principalement en Belgique. Le titre apparaîtra dans certains hit-parades européens, où il sera particulièrement bien classé en Belgique.

## Palmarès
| Épreuve / Édition | Los Angeles 1984 | Séoul 1988     | Barcelone 1992  | Atlanta 1996 |
| 100 m             | Or 9 s 99        | Or 9 s 92 (RM) |                 |              |
| 200 m             | Or 19 s 80       | Argent 19 s 79 |                 |              |
| 4 × 100 m         | Or 37 s 83 (RM)  |                | Or 37 s 40 (RM) |              |
| Saut en longueur  | Or 8,54 m        | Or 8,72 m      | Or 8,67 m       | Or 8,50 m    |

| Épreuve / Édition | Helsinki 1983   | Rome 1987      | Tokyo 1991      | Stuttgart 1993 |
| 100 m             | Or 10 s 07      | Or 9 s 93 (RM) | Or 9 s 86 (RM)  |                |
| 200 m             |                 |                |                 | Bronze 19 s 99 |
| 4 × 100 m         | Or 37 s 86 (RM) | Or 37 s 90     | Or 37 s 50 (RM) |                |
| Saut en longueur  | Or 8,55 m       | Or 8,67 m (RC) | Argent 8,91 m   |                |

### Jeux Panaméricains
Seniors :
- saut en longueur : 1987
- 4 × 100 m : 1987
- saut en longueur : 1979

Juniors :
- 100 m : 1980
- 200 m : 1980
- 4 × 100 m : 1980

### Jeux de l'Amitié
- saut en longueur : 1980

### Goodwill Games
- saut en longueur : 1990
- 100 m : 1990
- 100 m : 1986

### Championnats des États-Unis

#### En plein air
- 100 m : 1981, 1982, 1983, 1986, 1990
- 200 m : 1983, 1997
- saut en longueur : 1981, 1982, 1983, 1986, 1987, 1991

#### Indoor
- 60 yards : 1983
- saut en longueur : 1982, 1983, 1984, 1992

### Championnats universitaires NCAA

#### En plein air
- 100 m : 1988
- saut en longueur : 1990, 1991

#### Indoor
- 60 m : 1981
- saut en longueur : 1980, 1981

### Finale du Grand Prix IAAF
Épreuves:
- 200 m : 1987
- 100 m : 1992
- 100 m : 1990

### Mémorial Van Damme
- 100 m : 1985
- saut en longueur : 1985

### Meeting de Zurich
- 100 m : 1988

### Meeting de Lausanne
- saut en longueur : 1989

### Meeting de Villeneuve-d'Ascq
- 100 m : 1991

## Place dans l'histoire de l'athlétisme

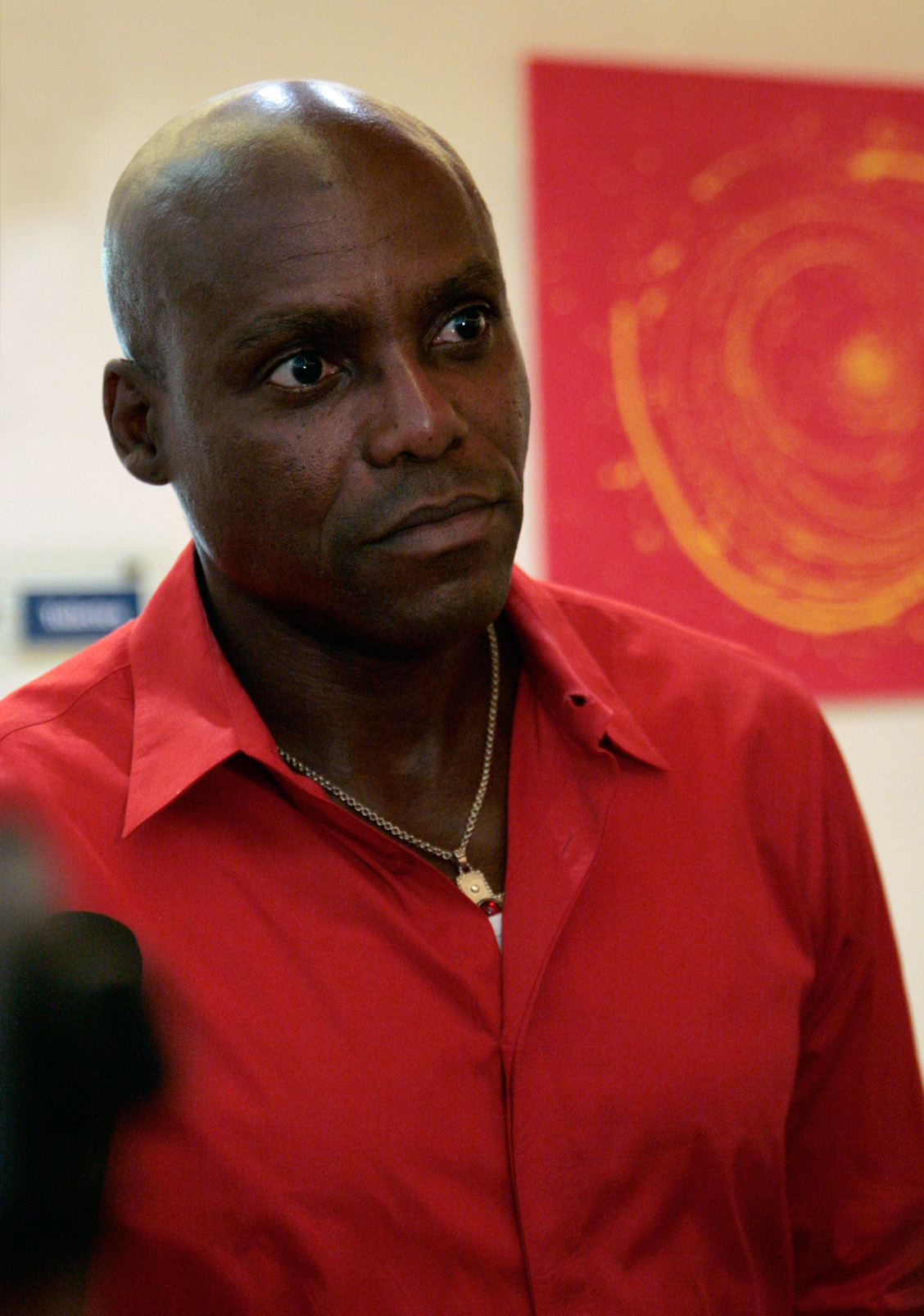
Carl Lewis en 2009.

Le point fort de Carl Lewis est sa constance au très haut niveau. Il a ainsi battu ou égalé plusieurs séries de victoires qui font référence dans l'histoire de l'athlétisme.
En remportant 4 médailles d'or en athlétisme lors d'une seule édition des Jeux olympiques (Los Angeles 1984), il égale le record de Jesse Owens (Berlin 1936). En remportant neuf médailles d'or en athlétisme aux Jeux olympiques (entre 1984 et 1996), il égale le record de Paavo Nurmi. Avec quatre médailles d'or dans une même discipline de l'athlétisme (en l'occurrence le saut en longueur) sur quatre éditions consécutives des Jeux olympiques (de 1984 à 1996), il égale le record d'Al Oerter réalisé au lancer du disque de 1956 à 1968. Carl Lewis est le premier athlète à avoir remporté plus d'une fois le 100 m et le concours du saut en longueur aux Jeux olympiques.
De 1983 à 1991, il est resté invaincu en grandes compétitions internationales (Jeux olympiques et championnats du monde) sur 100 m. Il est le champion ayant obtenu le plus de médailles aux championnats du monde d'athlétisme (10 médailles, dont 8 en or, 1 en argent et 1 de bronze). Avec 8 médailles d'or, il est aussi le plus titré, à égalité avec Michael Johnson et Usain Bolt.
Il a réalisé une série de 65 victoires consécutives à la longueur (entre mars 1981 et août 1991). Il est nommé athlète du siècle par le comité international olympique. En mars 2012, Lewis est l'un des douze premiers athlètes à être intronisé au Temple de la renommée de l'IAAF.

## Records
Aux Championnats du monde de Tokyo en 1991, lors de la finale du saut en longueur, il a aussi réalisé un saut à 8,91 m mais celui-ci n'a pas été homologué car réalisé avec un vent trop fort. Il réalise 8,87 m le saut suivant qui est cette fois-ci homologué. D'autre part, il détient le record du monde en salle du saut en longueur, avec un saut à 8,79 m, réalisé en 1984 et toujours en vigueur.
Il a détenu le record du monde du 100 m entre le 24 septembre 1988 et 6 juillet 1994.
| Épreuve          | Performance                  | Lieu         | Compétition                 | Date |
| ---------------- | ---------------------------- | ------------ | --------------------------- | ---- |
| 100 m            | 9 s 86 (RM)                  | Tokyo        | Championnats du monde       | 1991 |
| 200 m            | 19 s 75                      | Indianapolis | Championnats des États-Unis | 1983 |
| Saut en longueur | 8,91 m (+2.9m/s) puis 8,87 m | Tokyo        | Championnats du monde       | 1991 |
| 4 × 100 m        | 37 s 40 (RM)                 | Barcelone    | Jeux olympiques             | 1992 |

## Distinctions
- Champion des champions mondiaux de l'Équipe en 1983, 1984 et 1991
- prix Prince des Asturies des sports en 1996
- (39566) Carllewis, astéroïde nommé en honneur.

## Entrée en politique
Le 12 avril 2011, Carl Lewis annonce qu'il compte se présenter aux élections sénatoriales de 2012 dans l'État du New Jersey, sous les couleurs du Parti démocrate, contre la républicaine sortante Dawn Addiego, dans son bastion du 8e district législatif.
Cependant, sa candidature est rejetée par la Secrétaire d'État du New Jersey qui affirme qu'il ne remplit pas les conditions de résidence fixées par la constitution du New Jersey (qui exigent quatre ans de domiciliation dans l'État pour être éligible). Selon la Secrétaire d'État, Lewis ne « possédait pas encore de maison dans le New Jersey (il y a quatre ans), ne payait pas ses impôts dans cet Etat, n'était pas enregistré sur les registres électoraux du New Jersey et n'y avait pas d'activité professionnelle ». En effet, il résidait en 2008 à Los Angeles.

## Retour à l'université de Houston
Le 12 septembre 2013, l'entraîneur de l'équipe d'athlétisme de l'université de Houston, Leroy Burrell, annonce que son ami Carl Lewis deviendra entraîneur bénévole de l'équipe d'athlétisme de l'Université de Houston.